# Joseph Atanga
Joseph Atanga SJ (ur. 14 sierpnia 1952 w Akok-Bekoe) – kameruński duchowny katolicki, arcybiskup metropolita Bertoua.

## Życiorys
Święcenia kapłańskie przyjął 11 lipca 1987.

## Episkopat
22 czerwca 1999 został mianowany biskupem ordynariuszem Bafoussam. Sakry biskupiej udzielił mu 18 września 1999 ówczesny nuncjusz apostolski w Kamerunie - abp Félix del Blanco Prieto.
3 grudnia 2009 Benedykt XVI mianował go arcybiskupem metropolitą Bertoua.